# James Kantor
James „Jimmy“ Kantor (* 26. Februar 1927 in Johannesburg; † 2. Februar 1974 in London) war ein südafrikanischer Rechtsanwalt und Schriftsteller. Er wurde 1963 anstelle seines Schwagers verhaftet und im Rivonia-Prozess zusammen mit Oppositionellen wie Nelson Mandela angeklagt, anschließend aber freigesprochen. Finanziell ruiniert und gesundheitlich angeschlagen verließ er das Land und starb früh.

## Leben
Kantors Eltern waren der Rechtsanwalt Abraham Kantor und Pauline Kantor, geborene Braude. Kantor führte nach dem Studium eine Rechtsanwaltskanzlei in Johannesburg und war einer der erfolgreichsten Anwälte Johannesburgs. Er war hauptsächlich als Scheidungsanwalt tätig, wo er meist die Ehefrau vertrat. 1959 wurde sein Schwager Harold Wolpe sein Partner, worauf die Kanzlei in James Kantor & Partners umbenannt wurde. Wolpe gehörte der South African Communist Party an und unterstützte den bewaffneten Arm der SACP und des African National Congress, Umkhonto we Sizwe (MK), darunter Nelson Mandela und Walter Sisulu. Kantor war eher unpolitisch, unterstützte Oppositionelle aber, etwa durch Stellen der Kaution. 1962 heiratete Kantor das frühere Model und Schauspielerin Barbara.
Wolpe hatte mit Mitteln der Kanzlei – ohne Wissen Kantors – ein Haus in Rivonia erworben, das als Zentrale des MK diente. Am 11. Juli 1963 wurde das Haus von der Polizei gestürmt. Wolpe wurde inhaftiert und sollte gemeinsam mit weiteren Oppositionellen vor Gericht gestellt werden. Kantor sollte als Verteidiger Wolpes auftreten. Wolpe floh jedoch ins Ausland, woraufhin Kantor im August selbst inhaftiert und als Accused No. 8 im Rivonia-Prozess neben Mandela, Sisulu und anderen angeklagt wurde. Kantor hatte auf Wunsch der Angeklagten ein eigenes Verteidigerteam, darunter John Coaker und Harry Schwarz, der später für die anderen Angeklagten arbeitete. Der Staatsanwalt Percy Yutar klagte Kantor nicht nur der Sabotage an, sondern warf ihm auch vor, bewusst die Anwaltskanzlei für staatsfeindliche Aktivitäten missbraucht zu haben. Über Weihnachten 1963 war Kantor auf Kaution frei. Versuche, ihn zu Aussagen gegen die Mitangeklagten zu bewegen, wies er ab. Im Januar 1964 bat er Mandela während des Prozesses, Pate seines ersten Kindes zu werden. Mandela, dem die Todesstrafe drohte, sagte zu. Kantor wurde schließlich freigesprochen, da man keine Verbindung Kantors zum MK nachweisen konnte.
Kantor war durch den Prozess finanziell ruiniert; seine Gesundheit war geschwächt. Er verließ Südafrika und zog mit seiner Familie nach London, wo er Veröffentlichungen etwa für die Filmindustrie verfasste. 1967 erschien seine Autobiografie A Healthy Grave. An Apartheid Prison Memoir (etwa: „Ein gesundes Grab – Memoiren aus einem Apartheid-Gefängnis“). Er starb 1974 nach einem Herzinfarkt.

## Werke
- A Healthy Grave. An Apartheid Prison Memoir. Hamish Hamilton, London 1967.